# 34-й Севський піхотний полк
34-й Севський піхотний полк (рос. дореф. Сѣвскій 34-й пѣхотный полкъ) — військова частина (піхотний полк)  Російської імператорської армії  в 1763-1918 роках. З 1833 року входив до складу 9-ї піхотної дивізії (10-й армійський корпус).
За часів свого існування полк був: пішим (1763-1769), піхотним (1769-1796, 1811-1918), мушкетерським (1796-1811).
На 1901 рік, повне дійсне найменування військової частини — Севський 34-й піхотний графа Кам'янського полк.
- Старшинство — 15 грудня 1763 року.

## Дислокація
- XVIII ст. — Українська лінія
- 1820 - місто Красний Смоленської губернії. Другий батальйон полку на поселенні у Могильовській губернії
- 1892— Обоянь
- 1903 - Кременчук
- 1913-1914 - Полтава

## Історія

### Ландміліцький полк1713-1763
02.02.1713 - Карамзіна ландміліцький полк (кінний).
6 листопада 1727 року полк ландміліції Карамзіна, перейменовано Севський полк..
В 1731 році, почалося будівництво фортець Української оборонної лінії де передбачалось розмістити 20 ландміліційних полків. Севський ландміліційний полк не був поселений на Українській лінії.
1763 року 20 ландміліцьких полків було перетворено на 10 піших полків та один кінний полк — Борисоглібський драгунський. 11 полків склали Українську дивізію. 
В 1770 році піхотні ландміліційні полки увійшли до складу армії, а сам Український корпус було скасовано. З 11-ти ландміліційних полків чотири зберегли свої назви (33-й Єлецький, 34-й Севський, 70-й Рязький та 71-й Бєльовський), інші увійшли до складу інших полків.

### Піхотний полк 1763-1918
15 грудня 1763 року, серед піших полків Українського корпусу, було сформовано Севський полк Українського корпусу (піший), у складі 2-х батальйонів. Кожен батальйон налічував:1 гренадерську та 5 мушкетерських рот. Полк було включено до числа піших полків Українського корпусу.
16.01.1769 року — перейменовано на Севський піхотний полк.
Липень – вересень 1770 року— участь в облозі Бендер.
30.07.1773 року — брав участь у битві при Гірсово під час Російсько-турецької війни 1768—1774 років.
29.11.1796 року — перейменовано на Севський мушкетерський полк.
31.10.1798 року — перейменовано на Мушкетерський генерал-майора Тучкова 1-го полк.
31.03.1801 року — полк перейменовано на Севський мушкетерський полк.
1806 – 1807 роки. — у складі 5-ї дивізії полк брав участь у Війні Четвертої коаліції, зокрема, у битвах під Наревом, Пултуском, Янковом, Ландсбергом, Прейсиш-Ейлау, під Гуттштадтом, Гейльсбергом, Фрідландом.
22.02.1811 року — перейменовано на Севський піхотний полк.
21.07.1812 року — за часів Франко-російської війни 1812 року полк брав участь у битвах під Клястицями, при Головщицях, під Полоцьком і битві на Березині
02.04.1833 року – до полку приєднаний 22-й єгерський полк. Полк було приведено до 6-ти батальйонного складу. Увійшов до складу 1-ї бригади 9-ї піхотної дивізії.
10.03.1854 року – в складі полка сформовані 7-й і 8-й батальйони.
23.08.1856 року — 4-й діючий батальйон перейменований в 4-й резервний і відрахований в резервні війська. 5-й – 8-й батальйони полку розформовані.
06.04.1863 року — з 4-го резервного батальйону і безстрокововідпускних 5-го і 6-го батальйонів сформовано Севський резервний піхотний полк, який у серпні того ж року став Тамбовським піхотним полком.
25.03.1864 року — полк перейменовано на 34-й піхотний Севський полк.
25.08.1872 року — полк перейменовано на 34-й піхотний Севський Його Імператорського Високості наслідного принца Австрійського полк.
24.01.1889 року - полк перейменовано на 34-й піхотний Севський полк.
25.03.1891 року — полк перейменовано на 34-й піхотний Севський графа Кам'янського полк.

## Знаки розрізнення
| Опис        | Знаки розрізнення на 1904—1907 роки. | Знаки розрізнення на 1904—1907 роки. | Знаки розрізнення на 1904—1907 роки. | Знаки розрізнення на 1904—1907 роки. | Знаки розрізнення на 1904—1907 роки. | Знаки розрізнення на 1904—1907 роки. | Знаки розрізнення на 1904—1907 роки. | Знаки розрізнення на 1904—1907 роки. |
| ----------- | ------------------------------------ | ------------------------------------ | ------------------------------------ | ------------------------------------ | ------------------------------------ | ------------------------------------ | ------------------------------------ | ------------------------------------ |
| Погони      |                                      |                                      |                                      |                                      |                                      |                                      |                                      |                                      |
| Класний чин | Полковник                            | Підполковник                         | Капітан                              | Штабскапітан                         | Поручник                             | Підпоручник                          | Підпоручник запасу                   | Прапорщик                            |
| Група       | Штаб-офіцери                         | Штаб-офіцери                         | Обер-офіцери                         | Обер-офіцери                         | Обер-офіцери                         | Обер-офіцери                         | Обер-офіцери                         | Обер-офіцери                         |

## Відзнаки
1. Полковий Георгіївський прапор з написами: «За відмінність при поразці та вигнанні ворога з меж Росії у 1812 році і за Севастополь 1854 і 1855 роках» і «1763-1863», з Олександрівською ювілейною стрічкою.
2. Військова відзнака за Похід. Надана 6.10.1809 року за Російсько-шведську війну 1808-09 років
3. Знаки на головні убори з написом: «За війну 1812, 1813 і 1814 рр.». Надані 3.05.1814 року у 7-й роті з написом: «За війну 1812, 1813 і 1814 рр. н. і за відбиття штурму Севастополя 6 червня 1855 р.». Надана 30.08.1856г.
4. Георгіївські труби з написом: «За Варшаву 25 і 26 серпня 1831 року і за упокорення Угорщини в 1849 році ». Надані 6.12.1831 р. та 25.12.1849 р.
5. Петлиці за військову відзнаку на мундири штаб- та обер-офіцерів. Надані 12.10.1878 р. за російсько-турецьку війну 1877-78 р.р.
6. Георгіївські петлиці на мундири нижніх чинів. Надані 08.02.1907 р. за російсько-японську війну 1904-05 рр.

## Однострій

### Однострій 1736 року
Мундир ландмілійних полків складався з білих каптанів з червоною обробкою, червоних камзолів, козлових штанів, білих і чорних капелюхів — все на кшталт армійських. У кінному строю ландміліціонери використовували чоботи з клапанами, накладними шпорами і штибель-манжетами, а в пішому - черевики зі штиблетами з грубого полотна. Гренадери замість капелюхів мали білі гренадерські високі шапки-ковпаки з червоною обробкою і мідною бляхою на лобі з гербом полку — також за типом армійських. 

### Франко-російська війна1812року
Однострої піхотного зразка, окрім піхоти носили у пішій артилерії, а також піонерні та морські полки. 
Мундир з темно-зеленого сукна, піхотного типу, двобортний, до талії (без юбки), який мав позаду фалди. Комір зрізаний під прямим кутом, застібався до верху на три гачки. Лівий борт мундиру, заходив на правий і застібався  на шість пласких металевих ґудзиків. На лівий борт симетрично нашивалися такі ж ґудзики. Рукав мундиру закінчувався обшлагом, на який перпендикулярно нашивався клапан з 3 ґудзиками. Мундир мав два погони, зрізані у коміра кутом; цією стороною погон застібався на ґудзик. Фалди мундиру мали відвороти, які звужувалися у талії, а позаду вигиналися настільки, щоб кути відворотів зійшлися поміж собою і в цьому місці нашивався ґудзик. Такі ж ґудзики нашивалися позаду на ліфі, у місці приєднання фалд, у шов спинки. 
Колір коміра, погон, клапанів і обкладки фалд був по полкам та по роду зброї, а саме: комір, обшлага і обкладка фалд в полках важкої піхоти – червоний, єгерських полках – темно-зелені, з червоною облямівкою по вільному краю. У морських полках облямівка замість червоної, була біла. У артилерії та піонерів ті ж частини мундирів були чорні з червоною облямівкою по зовнішньому краю. Рукавні клапани у полків важкої піхоти були темно-зелені без облямівки, у єгерів, артилерії, піонерів, такі ж самі, але з червоною облямівкою; у морських полках облямівка клапану була біла.
Погони у всіх гвардійських та гренадерських полках, а також в перших піхотних та морських полках дивізії – червоні, в других – білі, в третіх – жовті, в четвертих – темно-зелені з червоною облямівкою по вільному краю.  У перших єгерських полків дивізії погони були – жовті, у других – світло-сині. В артилерії погони були червоні, а у піонерів в першому полку – червоні, в другому – білі. Металевий прибор у піонерів білий (олов’яні ґудзики), у інших частин – жовтий (мідні ґудзики). В армійських частинах на погон нашивалася цифра з шнура: на жовтих та білих погонах – з червоного шнура; на червоних, світло-синіх, темно-зелених погонах – з жовтого шнура. В гренадерських полках, на погоні нашивалася перша літера назви полку, а в піхотних, єгерських, морських полках – номер дивізії. В артилерії нашивався номер роти з додаванням першої літери назви (Б-батарейні роти, Л-легкі роти, П-понтонні роти). В піонерських полках: в першому – 1П, в другому – 2П. Знаком розрізнення гвардійців та лейб-гренадер, були басонні петлиці в два ряди на комірі та в три ряди на клапані обшлагу (гвардія- жовті, лейб-гренадери – білі). 
Панталони зимні суконні, вузькі: у важкої піхоти - білі без облямівки, у єгерських і морських полків – темно-зелені з облямівкою по шву (у перших червона, у других – біла), у артилерії - темно-зелені без облямівки, у понтонних ротах та піонерських полках – сірі без облямівки. Літні панталони у всіх однакові, білі полотняні.     
Ківера на початку 1812 року встановлені низькі з розвалом та вигином у верхній частині. Ковпак був з чорного сукна, дно, верхній та нижній краї обшиті шкірою. Попереду, шкіряний козир, посередині герб, зверху ріпійок-кокарда. З боків застібки у вигляді паску, з нашитою металевою лускою. Етишкети були в піхоті були білі, в артилерії і піонерських полках – червоні. Ріпійки були овальні, кольору окремого в кожній роті. В полках гвардійської важкої піхоти і в гренадерських полках всі нижні чини, а в піхотних та єгерських полках чини гренадерських взводів, гренадерських рот, мали на ківерах високі чорні, закруглені зверху султани. Султани вставлялися позаду ріпійка. Герб був зі штампової жерсті у піонерів, жовтої міді – у інших армійських частин. В гренадерських і морських полках, а також в гренадерських ротах піхотних та єгерських полків і саперних ротах піонерських полків – гренади були з трьома полум’ям; в інших ротах- з одним полум’ям; гвардійській піхоті гербом слугував орел зразку 1808 року з червоної міді. У гвардійській артилерії гербом слугував орел з арматурою з гармат та ядер, в армійській артилерії гренада з одним полум’ям, зі схрещеними гарматами зверху.  
Фуражні кашкети були суконні, з тулією темно-зеленого сукна та кольоровою околією (важка піхота – червоний, морська та єгерські полки- темно-зелений, у піонерів та артилерії – чорний). Облямівка поверху кашкета та околі, особливого для кожної роти, поєднання. На околю кашкета нашивався номер і початкова літера назва роти (для гвардійських «Гр.Р.», для інших «Р.»). 
Шинель грубого сірого сукна, однобортна, застібалася на сім ґудзиків Шинель мала стоячий комір, як у мундиру (в гвардії без петлиць). 
Унтер офіцери мали галунну обшивку (колір відповідав металевому прибору), по вільному краю коміра і обшлагів мундиру. В тих частинах де військовики мали султани на ківерах, унтер-офіцери їх мали також, але не суцільно чорні, а з білим верхів’ям та вертикальною помаранчевою смужкою. Ріпійки на ківері, були не кольорові, а діагонально розділені на чотири частини (верхня та нижня - сірі, ліва та права – білі).
Нестройові чини, мали особливий однострій: кашкет з козирком, однобортний мундир (з 6 ґудзиками) та чакчири – все сірого сукна. По околі та тулії кашкету, по вільному краю коміра, обшлагів, обшлажних клапанів мундиру і по шву чакчир – облямівка відповідного кольору. Така ж облямівка нашивалася з обох боків на сірій стрічці, яка нашивалася на відвороти фалд і по краям дворядного сірого лампасу на чакчирах. Колір облямівки був: червоний – важка піхота, темно-зелений – легка піхота, чорна – спеціальні війська. Погони були лише в гвардії (в піхоті кольору околі кашкетів стройових чинів, в артилерії – червоні). В гвардії також нашивалися петлиці: один ряд – комір, три ряди – облажні клапани. Нестройові унтер-офіцерського звання, носили такі ж галуни як і стройові унтер-офіцери. 
Офіцерський мундир, був того ж крою, що і у нижніх чинів. Але замість погон на ньому були еполет, для пристібання яких на комірі було передбачено ґудзика біля коміру, а поперек плеча нашивався контр-погон з мундирного сукна. Ґудзики мундирів були золотисті чи сріблясті. Мундири гвардійських та лейб-гренадерських офіцерів мали особливе шиття чи петлиці на комірах та на клапанах обшлагів. Вигляд шиття та петлиць в кожній гвардійській чи лейб-гренадерській частині був особливий. Еполети були кольору металевого прибору, поле еполету: в гвардії з золоченої рогожки, в інших частинах суконне, кольору погонів нижніх чинів. Літери і цифри на еполетах, такі ж самі як на погонах у нижніх чинів, але з срібного чи золотого шнура. Виток навколо широкої часті еполету був дворядний у піхоті (внутрішній тонкий, зовнішній широкий) та однорядний широкий в артилерії та у піонерів. Еполети штаб-офіцерів мали тонку бахрому (як внутрішній виток), а генералів товсту бахрому (як зовнішній виток). Ківера офіцерів, аналогічні тим, що використовували нижні чини, але металевий прибор визолочений чи висріблений, кокарда срібна, з вензелем імператора на чорно-помаранчевому тлі. В полках і відділках які мали султани на ківерах, офіцери також мали чорні султани, як у рядових. Офіцерський кашкет, як у нижніх чинів, але без ротних облямівок, номеру роти, а також мав козирок. Офіцерський капелюх мав галунну петлицю, в нижній частині якої розміщувався ґудзик, також кокарду у вигляді чорної розетки з помаранчевою облямівкою. Зверху капелюху був чорний султан з пір’я півня. Офіцери поза строєм одягали темно-зелені сюртуки та панталони. Офіцерські сюртуки, темно-зеленого мундирного сукна, покрою як мундир, але поли були нижче коліна. Обшлаги сюртуків, без клапанів, кольору як і на мундирі. Шинелі, як у нижніх чинів, але без погонів. Штаб-офіцери мали еполети з бахромою та золочений нагрудний знав (горжет). Обер-офіцери мали еполети без бахроми, чин офіцера вказувався по комбінації матеріалів (золото та срібло) поля та кайми офіцерського знаку, орла на офіцерському знаці. Генерали ківерів та нагрудних знаків не носили, на еполетах була товста бахрома. 
Чини Севського піхотного полку, мали на темно-зеленому мундирі червоні коміри, обшлаги (з темно-зеленими клапанами), відвороти фалд. Погони нижніх чинів та поле офіцерського еполету були білого кольору (як у 2-го полку дивізії) на якому була цифра (номер дивізії) «5».

## Шефи полку
Шефи або почесні командири:
- 03.12.1796 — 04.10.1797 — генерал-майор Дивов Микола Іванович
- 04.10.1797 - 30.10.1812 [7] — генерал-майор (з 13.09.1799 генерал-лейтенант) Тучков Микола Олексійович
- 28.09.1813 — 01.09.1814 — генерал-майор Набоков Іван Олександрович
- 25.12.1846 — 21.04.1852[8] — генерал-ад'ютант генерал від інфантерії Набоков Іван Олександрович

- 25.08.1872 — 24.01.1889 — Його Імператорська Високість наслідний принц Австрійський ерцгерцог Рудольф

## Командири полку

### До 1763 року
- пр. 1727 р. – Карамзін (полк Карамзіна)
- 11.06.-30.11.1731 р. – полковник Дунін Андрій Миколайович[9].
- 10(12).07.1731 р. – полковник Каминін Олексій Романович [10].
- 1732 р. – полковник Карабьїн Яків Васильович [11].
- 1755 р. – полковник Завознін Петро

### Після1763 року
- до 1765 - хх.хх.1771 – полковник (з 21.04.1771 бригадир) Милорадович Андрій Степанович
- 22.09.1775 — хх.хх.1783 — полковник (з 24.11.1780 бригадир) Рахманов Микола Михайлович
- хх.хх.1783 - хх.хх.1787 - полковник Кафтирьов Іван
- хх.хх.1787 - хх.хх.1794 - полковник (з 25.03.1791 бригадир) Дивов Микола Іванович
- 01.01.1795 - хх.хх.1796 - полковник Петрович Воїн Іванович
- хх.хх.хххх — 13.03.1798 — підполковник (з 12.03.1798 полковник) фон Кенклоо
- 05.07.1798 — 20.02.1800 — підполковник (з 02.11.1798 полковник) барон Герцдорф Карл Максимович
- 14.04.1800 — 11.05.1800 — майор Доводчиков Михайло Степанович
- 11.05.1800 — 12.10.1802 — майор Луков Федір Олексійович
- 12.10.1802 — 10.02.1803 — полковник Вільчинський
- 10.02.1803 — 26.05.1809 — полковник Мордвінов Володимир Михайлович
- 02.02.1810 — 14.08.1813 — підполковник (з 30.08.1811 полковник, з 27.05.1813 генерал-майор) Луков Федір Олексійович
- 01.06.1815 — 15.09.1819 — полковник Денисьєвський Севастян Андронович
- 15.09.1819 — 25.03.1828 — полковник Колін Яків Якович
- 18.10.1828 - 02.04.1833 - підполковник (з 18.10.1831 полковник) Набоков 3-й
- 02.04.1833 - 27.01.1837 - полковник Лузанов Хома Петрович
- 27.01.1837 - 26.03.1840 - полковник Дистерло Василь Федорович
- 26.03.1840 — 31.12.1843 — полковник (з 19.04.1842 генерал-майор) Дік Єгор Опанасович
- 31.12.1843 — 12.02.1844 — полковник Коров’яков Іван Родіонович
- 12.02.1844 — 08.02.1850 — полковник (з 09.08.1849 генерал-майор) Будберг Василь Єгорович
- 08.02.1850 — 12.03.1850 — полковник Білогужев Павло Єгорович
- 14.03.1850 — 20.09.1853 — полковник Житков Дмитро Никифорович
- 20.09.1853 — 03.10.1853 — полковник Печковський Микола Осипович
- 03.10.1853 — 28.08.1854 — полковник Кінович Павло Петрович
- 17.09.1854 — 08.09.1855 — полковник Марков Іван Іванович
- хх.хх.1855 — хх.хх.1864 — полковник Іващенко Порфирій Олексійович
- хх.хх.1864 — хх.хх.1869 — полковник Булатович Ксаверій Вікентійович[12]
- 20.04.1869 — 20.04.1871 — полковник Зеленський Іларіон Іович
- 20.04.1871 — 02.01.1878 — полковник Жиржинський Едуард Вікентійович]]
- 03.06.1878 — 03.03.1891 — полковник Рожнов Леопольд Іванович
- 09.03.1891 — 21.07.1899 — полковник Гродзинський Густав Костянтинович
- 05.08.1899 — 02.11.1902 — полковник Рябінкін Костянтин Трохимович
- 27.11.1902 — 14.11.1904 — полковник Добржинський Діонісій Антонович
- 14.11.1904 — 18.11.1909 — полковник Шитковський Іван Ілліч
- 18.11.1909 — 23.06.1913 — полковник Хвостов Олександр Михайлович
- 23.06.1913 — 08.02.1915 — полковник Васильєв Михайло Миколайович
- 08.02.1915 — 05.07.1915 — полковник Козьев Андрій Михайлович
- 05.07.1915 — 03.01.1917 — полковник Залієв Павло Єгорович
- 08.01.1917 — 24.06.1917 — полковник Дженєєв Микола Дмитрович
- 24.06.1917 — 12.08.1917[13] — полковник Боголюбов Євген Іванович
- 19.08.1917 - хх.хх.хххх - полковник Хижняков Іван Андрійович

## Відомі люди, які служили в полку
- Розумовський Іван Кирилович (*6 серпня 1761 —†1802) — граф, генерал-майор, командир Малоросійського гренадерського полку.
- Враницький Василь Іванович (1785 або 1786 — 2 грудня 1832) — полковник квартирмейстерської частини, декабрист. Учасник франко-російської війни.